# جان آرسیلا
جان آرسیلا (انگلیسی: John Arcilla؛ زادهٔ ۲۴ ژوئن ۱۹۶۶) بازیگر اهل فیلیپین است. وی از سال ۱۹۸۹ میلادی تاکنون مشغول فعالیت بوده است.
از فیلم‌ها یا برنامه‌های تلویزیونی که وی در آن نقش داشته است می‌توان به میراث بورن، آمیگو اشاره کرد.